# Labuche Kang III/Est
El Labuche Kang III/Est, també anomenat Lapche Kang III o Labuche Kang East és una muntanya de la Lapche Himal, una secció poc coneguda de la gran serralada de l'Himàlaia. Amb de 7.250 msnm i 570 metres de prominència és la 94a muntanya més alta de la Terra, alhora que el cim verge més alt del planeta, la pujada al qual està autoritzada. Està situat 3 km a l'est del cim principal, el Labuche Kang.
Una expedició polonesa, formada per Krzysztof Mularski, Maciej Przebitkowski, Jakub Rybicki i Jarosław Żurawski, va assolir una altura de 6.907 metres per l'esperó est i la cara sud-est l'octubre de 2016.